# Isola Clarence
L'isola Clarence (in inglese Clarence Island, in spagnolo Isla Clarence), è un'isola lunga circa 18 chilometri facente parte dell'arcipelago delle Shetland meridionali.
Localizzata ad una latitudine di 61°12'S e ad una longitudine di 54°05'W, venne scoperta nel 1821. Durante la spedizione Endurance Ernest Shackleton pensò di sbarcare sull'isola Clarence con i suoi uomini dopo il naufragio dell'Endurance. Le cattive condizioni meteorologiche lo spinsero invece a far rotta verso la più vicina isola Elephant. Il territorio è rivendicato dall'Argentina (Antartide argentina), dal Cile (Territorio antartico cileno) e dal Regno Unito (Territorio antartico britannico).